# Река Иордан (контрольно-пропускной пункт)
Река Иордан (ивр. מעבר נהר הירדן‎, араб. معبر نهر الأردن‎), также Мост шейха Хусейна (араб. جسر الشيخ حسين‎) — пограничный контрольно-пропускной пункт на границе Израиля и Иордании, между городами Ирбид (Иордания) и Бейт-Шеан (Израиль).

## История
Подписание в 1994 году мирного договора между Израилем и Иорданией позволило возвести новый мост недалеко от разрушенного в войну моста Шейха Хусейна. Новый мост был построен Армией обороны Израиля и иорданской армией и в ноябре 1994 года был открыт для пассажирского потока. В 1996 году однорядный мост был заменен на двухрядный, который был построен Департаментом общественных работ Израиля, при содействии Японии и иорданского правительства.
Терминал транзитных грузов был открыт в июле 1996 года. Также был открыт ряд проектов, в том числе беспошлинный магазин (1998 год), расширение грузового терминала (2001 год), структура проверок частных автомобилей (2005 год), и расширение большого грузового терминала (2006 год).
Статистические данные о пассажирском пересечении КПП «Река Иордан» достаточно стабильны на протяжении многих лет.